# Masaaki Goto
Masaaki Goto (後藤 雅明 Goto Masaaki?), född 24 maj 1994 i Tokorozawa i Saitama prefektur, är en japansk fotbollsmålvakt som spelar för Montedio Yamagata.

## Karriär
Goto började sin karriär 2017 i Shonan Bellmare. Med Shonan Bellmare vann han japanska ligacupen 2018. 2019 blev han utlånad till Zweigen Kanazawa. Han gick tillbaka till Shonan Bellmare 2020.
Inför säsongen 2021 blev det en permanent övergång till Zweigen Kanazawa för Goto som tidigare var utlånad till klubben under 2019. Inför säsongen 2022 gick han till Montedio Yamagata.